# Luis A. Ferré
Luis Alberto Ferré Aguayo (17 de febrero de 1904-21 de octubre de 2003) fue un ingeniero, empresario, filántropo, político, músico y mecenas de las artes. Fue el tercer Gobernador del Estado Libre Asociado de Puerto Rico electo democráticamente de 1969 a 1973 y padre fundador del Partido Nuevo Progresista que aboga por la estadidad de Puerto Rico.

## Juventud y educación
Luis Alberto Ferré nació en Ponce, Puerto Rico el 17 de febrero de 1904. Su padre Antonio Ferré Bacallao era oriundo de Cuba, quien en el 1896 se mudó a Puerto Rico, donde fundó la Compañía Puerto Rico. Trabajaba en el sector la playa de Ponce, Puerto Rico.
Ferré estudió ingeniería en el Instituto Tecnológico de Massachusetts (MIT), obtuvo su bachillerato en el 1924 seguido por su maestría en el 1925. Luego cursó estudios en música en el New England Conservatory of Music. Durante estos años, Ferré desarrolló su admiración por el modo de vida estadounidense.

## Empresario
Tras su regreso a Puerto Rico, Ferré ayudó a transformar la compañía de su padre en una de las más productivas de la isla y amasó una fortuna en el proceso. En el 1948, compró el periódico «El Día», convirtiéndolo en el periódico de mayor circulación en Puerto Rico. 
En la década del 50, adquirió las empresas Puerto Rico Cement y Ponce Cement (consolidadas bajo Puerto Rico Cement), las cuales prosperaron como resultado del aumento de construcciones y proyectos por Operación Manos a la Obra del gobierno federal de los Estados Unidos. 
Tras su triunfo en las elecciones del 1968, Ferré se desvinculó del periódico y lo dejó al mando de su hijo mayor Antonio Luis Ferré Ramírez, quien en el 1970 le cambió el nombre del periódico a «El Nuevo Día».

## carrera política
Ferré comenzó a participar activamente en la política en la década del 40. Durante esta época, aspiró a la alcaldía de Ponce en 1940 y 1944 y al puesto de Comisionado Residente en 1948, aunque no fue favorecido electoralmente.

### Representante
En el 1951, Luis A. Ferré fue elegido a la Convención Constituyente, que redactó la Constitución de Puerto Rico en 1952. Entre los logros obtenidos por Ferré y la delegación Estadista en la Convención estuvo la enmienda al preámbulo de la Constitución en donde se estipuló la unión permanente con los Estados Unidos.
En 1952 fue elegido Representante por Acumulación por el Partido Estadista Puertorriqueño, posición que ocupó de 1953 al 1957.  En 1956 fue candidato a Gobernador por el Partido Estadista Republicano, obteniendo el 25% de los votos y llevando a su partido al segundo lugar, por encima del Partido Independentista (en 1952 el PIP había sido el segundo partido con mayor votos).
En 1960 y 1964 aspiró nuevamente a la gobernación. Aunque no prevaleció en los comicios, en ambas ocasiones aumentó su cantidad y por ciento de los votos. En 1960 ganó en el municipio de San Lorenzo.

## Gobernador y senador
En el plebiscito sobre el estatus político de Puerto Rico de 1967, se llevó a cabo para evaluar si Puerto Rico continuaría siendo un Estado Libre Asociado o por el contrario se incorporaría en la federación estadounidense o establecería su independencia. El Partido Estadista Republicano decidió no participar de este proceso. Fiel a sus ideales, Ferré funda el movimiento no partidista «Estadistas Unidos» y participó en el plebiscito.  En el plebiscito la Estadidad aumentó sus votos al 39% y ganó en 10 circunscripciones electorales (San Lorenzo, Cataño, Corozal, dos circunscripciones de Ponce, cuatro de San Juan y la de Hato Tejas en Bayamón. Inspirados por el resultado del plebiscito, Ferré y sus seguidores fundaron el Partido Nuevo Progresista (PNP) el 20 de agosto de 1967 en la cancha del Country Club en Carolina. El proceso de recoger las firmas para inscribir el partido fue bastante rápido y en pocas semanas se obtuvieron miles por encima de las 42 000 que exigía la Ley Electoral.
El PNP tuvo que luchar en los tribunales para poder utilizar como insignia la palma de cocos, porque el Partido Popular Democrático y el Partido Estadista Republicano objetaron dicha insignia debido a que se parecía a la Palma Real, que fue el emblema de la Estadidad en el plebiscito de 1967. La campaña del PNP, con los lemas «Esto tiene que cambiar», «Nueva vida» y «Ferré lo hará», cautivó la atención del electorado. El haberse separado políticamente del viejo Partido Estadista incrementó la popularidad de Ferré, y le permitió atraer a su partido a electores que hasta entonces habían votado por el Partido Popular Democrático (PPD). Ferré aumentó su votación de 288, 504 en 1964 a 400, 815 en 1968.
Los problemas internos del PPD y la división que dicho partido sufrió cuando el gobernador Roberto Sánchez Vilella abandonó el PPD para hacerse cargo del Partido del Pueblo, ayudaron al Partido Nuevo Progresista. 
En el 6 de noviembre de 1968, Ferré se convirtió en el tercer gobernador electo por los puertorriqueños. Su victoria marcó la primera derrota para el opositor Partido Popular Democrático. Ferré gobernó de 1969 a 1973. Entre sus obras se destacan el haber conseguido el voto a los jóvenes de 18 años, otorgarle títulos de propiedad a los que vivían en las parcelas, la construcción del 75% del Expreso de San Juan a Ponce, aumentos en las ayudas federales para los puertorriqueños y el garantizar el bono de Navidad. Durante su término, visitó las tropas puertorriqueñas en Vietnam. En 1972, aspiró a un segundo término como gobernante pero fue derrotado por Rafael Hernández Colón del PPD. No obstante, continuó activo en la política.
En el 1976 fue elegido senador por acumulación y cuando el PNP obtuvo mayoría en dicho cuerpo legislativo, fue elegido presidente del Senado, posición que ocupó de 1977 a 1981.  En 1980 fue reelecto al Senado, y ocupó su escaño hasta 1985. En 1984 aspiró sin éxito a un escaño senatorial en el distrito de Ponce. No volvió a aspirar a un puesto electivo, aunque continuó su participación como presidente del Partido Republicano de Puerto Rico, filial estatal del Partido Republicano (GOP).

## Mecenas de las Bellas Artes
En 1949, Ferré fundó el Museo de Arte de Ponce. Originalmente, el museo exhibió 71 pinturas de la colección privada de Ferré, pero actualmente cuenta con más de 3000 obras de arte y es uno de los museos más completos y famosos del Caribe. El Centro de Bellas Artes, en Santurce, Puerto Rico, lleva su nombre. Fue uno de los fundadores del Festival Casals, el cual todavía se celebra entre marzo y abril. Ferré fue conocido como un talentoso pianista, grabando varios discos instrumentales durante su vida como músico.

## Muerte y legado

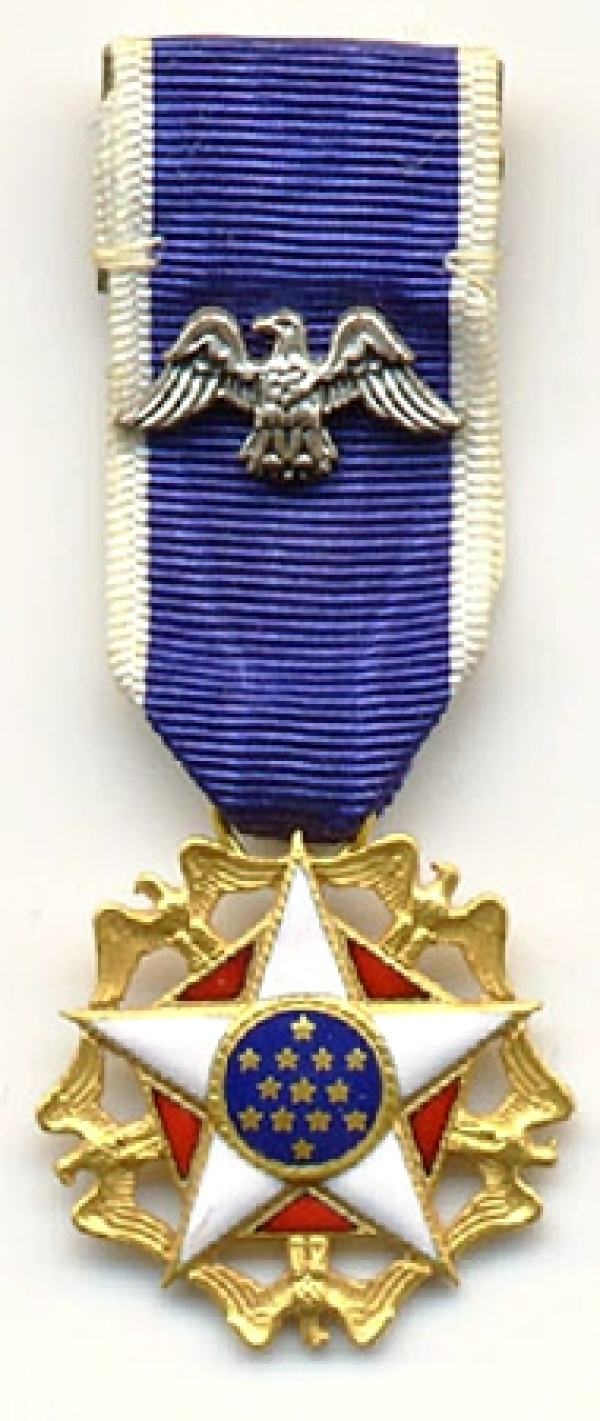
Medalla Presidencial de la Libertad.

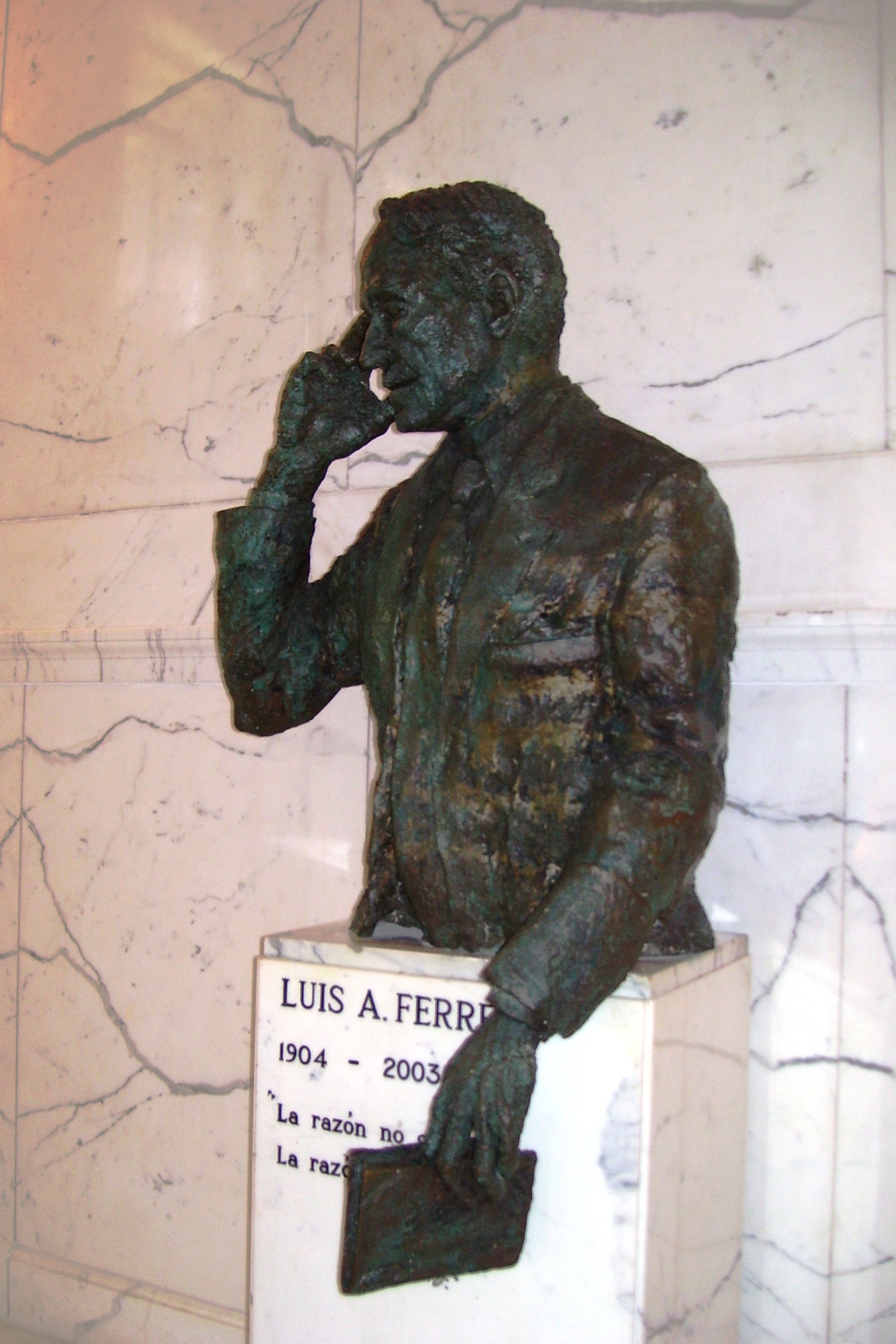
Escultura de Ferré en el Capitolio de Puerto Rico.

El 29 de septiembre de 2003 Ferré fue hospitalizado a consecuencia de una infección urinaria. Luego desarrolló un bloqueo intestinal por el cual tuvo que ser operado. Durante los días siguientes desarrolló una pulmonía y finalmente falleció en la mañana del 21 de octubre de 2003 a causa de un paro respiratorio. Tenía 99 años de edad.
Ferré obtuvo un funeral de estado al cual asistieron todos los exgobernadores de Puerto Rico, así como el expresidente estadounidense George H. W. Bush.
Entre los numerosos reconocimientos que recibió Ferré durante su vida, se destaca la Medalla Presidencial de la Libertad, otorgada el 18 de noviembre de 1991 por el presidente George H. W. Bush.